# Mikałajeuka 3
Mikałajeuka 3 (biał. Мікалаеўка 3; ros. Николаевка 3) – wieś na Białorusi, w obwodzie mohylewskim, w rejonie mohylewskim, w sielsowiecie Pałykawiczy, nad Dnieprem.
Do 1917 położona była w Rosji, w guberni mohylewskiej, w powiecie mohylewskim. Następnie w granicach Związku Sowieckiego. Od 1991 w niepodległej Białorusi.